# Кам'янська сільська рада (Дворічанський район)
Ка́м'янська сільська́ ра́да — адміністративно-територіальна одиниця та орган місцевого самоврядування у Дворічанському районі Харківської області. Адміністративний центр — село Кам'янка.

## Загальні відомості
- Кам'янська сільська рада утворена 30 січня 1943 року.
- Територія ради: 175,757 км²
- Населення ради: 1 768 осіб (станом на 2001 рік)
- Територією ради протікає річка Оскіл.

## Населені пункти
Сільській раді були підпорядковані населені пункти:
- с. Кам'янка
- с. Бологівка
- с-ще Дворічанське
- с. Красне Перше
- с. Строївка
- с. Тополі

## Колишні населені пункти
- Красне Друге
- Лихолобівка

## Склад ради
Рада складалася з 16 депутатів та голови.
- Голова ради: Юр'єв Сергій Володимирович
- Секретар ради: Косюк Наталія Михайлівна

### Керівний склад попередніх скликань
| Прізвище, ім'я, по батькові | Основні відомості                                                 | Дата обрання | Дата звільнення |
| --------------------------- | ----------------------------------------------------------------- | ------------ | --------------- |
| Юр'єв Сергій Володимирович  | Сільський голова, 1975 року народження, освіта вища, безпартійний | 26.03.2006   | 31.10.2010      |
| Юр'єв Сергій Володимирович  | Сільський голова, 1975 року народження, освіта вища.              | 31.10.2010   |                 |

Примітка: таблиця складена за даними сайту Верховної Ради України

### Депутати
За результатами місцевих виборів 2010 року депутатами ради стали:

#### За суб'єктами висування
| Суб'єкт висування                                       | Кількість обраних депутатів | %    |
| ------------------------------------------------------- | --------------------------- | ---- |
| Партія регіонів                                         | 14                          | 87,5 |
| Політична партія Всеукраїнське об'єднання «Батьківщина» | 2                           | 12,5 |

#### За округами
| № округу                                                | Прізвище, ім'я, по батькові    | Дата визнання обраним | Освіта             | Партійна приналежність                        | Відомості про обраного депутата                                  |
| ------------------------------------------------------- | ------------------------------ | --------------------- | ------------------ | --------------------------------------------- | ---------------------------------------------------------------- |
| Партія регіонів                                         |                                |                       |                    |                                               |                                                                  |
| 1                                                       | Шматов Олексій Петрович        | 05.11.2010            | середня спеціальна | член Партії регіонів                          | тимчасово не працює                                              |
| 2                                                       | Кравченко Ніна Іванівна        | 05.11.2010            | середня спеціальна | член Партії регіонів                          | Кам'янська сільська рада, секретар                               |
| 3                                                       | Метелькова Тетяна Олексіївна   | 05.11.2010            | вища               | член Партії регіонів                          | тимчасово не працює                                              |
| 4                                                       | Скадченко Юрій Олексійович     | 05.11.2010            | вища               | член Партії регіонів                          | Кам'янське лісництво, майстер                                    |
| 5                                                       | Долбін Михайло Сергійович      | 05.11.2010            | середня            | член Партії регіонів                          | КП «Побут», майстер                                              |
| 6                                                       | Войлохов Геннадій Миколайович  | 05.11.2010            | середня спеціальна | член Партії регіонів                          | ТОВ «Агроліга», електрик                                         |
| 7                                                       | Макаров Олександр Анатолійович | 05.11.2010            | середня спеціальна | член Партії регіонів                          | тимчасово не працює                                              |
| 8                                                       | Піддубко Олена Миколаївна      | 05.11.2010            | середня спеціальна | член Партії регіонів                          | Кам'янське відділення поштового зв'язку, листоноша               |
| 9                                                       | Цибульська Галина Василівна    | 05.11.2010            | середня спеціальна | член Партії регіонів                          | пенсіонер                                                        |
| 11                                                      | Макрушина Зоя Яківна           | 05.11.2010            | середня спеціальна | член Партії регіонів                          | пенсіонер                                                        |
| 12                                                      | Масалова Ірина Миколаївна      | 05.11.2010            | середня спеціальна | член Партії регіонів                          | Дворічанський територіальний центр, соціальний працівник         |
| 14                                                      | Косюк Наталія Михайлівна       | 05.11.2010            | середня            | член Партії регіонів                          | Кам'янська сільська рада, спеціаліст                             |
| 15                                                      | Чікіна Алла Ярославівна        | 05.11.2010            | середня спеціальна | член Партії регіонів                          | С-ще Дворічанське, фельдшерсько-акушерський пункт, медсестра     |
| 16                                                      | Снитко Сергій Іванович         | 05.11.2010            | середня            | член Партії регіонів                          | тимчасово не працює                                              |
| Політична партія Всеукраїнське об'єднання «Батьківщина» |                                |                       |                    |                                               |                                                                  |
| 10                                                      | Блідар Ніна Василівна          | 05.11.2010            | середня спеціальна | член Партії регіонів                          | Топільський фельдшерсько-акушерський пункт, завідувач ФАП        |
| 13                                                      | Янголенко Світлана Анатоліївна | 05.11.2010            | середня спеціальна | член Всеукраїнського об'єднання «Батьківщина» | С-ще Дворічанське, фельдшерсько-акушерський пункт, завідувач ФАП |